# Bijelo Polje
Bijelo Polje (Kyrillisk: Бијело Поље) er en by og en kommune i det nordlige Montenegro. Selve byen har en befolkning med 13.117(2011) indbyggere, og der bor 50.084 i kommunen (pr. 2003).